# Comuna Popivți, Brodî
Popivți (în ucraineană Попівці) este o comună în raionul Brodî, regiunea Liov, Ucraina, formată din satele Dudîn, Horbanivka, Nemeaci, Popivți (reședința) și Șpakî.

## Demografie
Componența lingvistică a comunei Popivți
     Ucraineană (99,88%)
     Alte limbi (0,12%)
Conform recensământului din 2001, majoritatea populației comunei Popivți era vorbitoare de ucraineană (99,88%), existând în minoritate și vorbitori de alte limbi.